# A. Weiser & Sohn

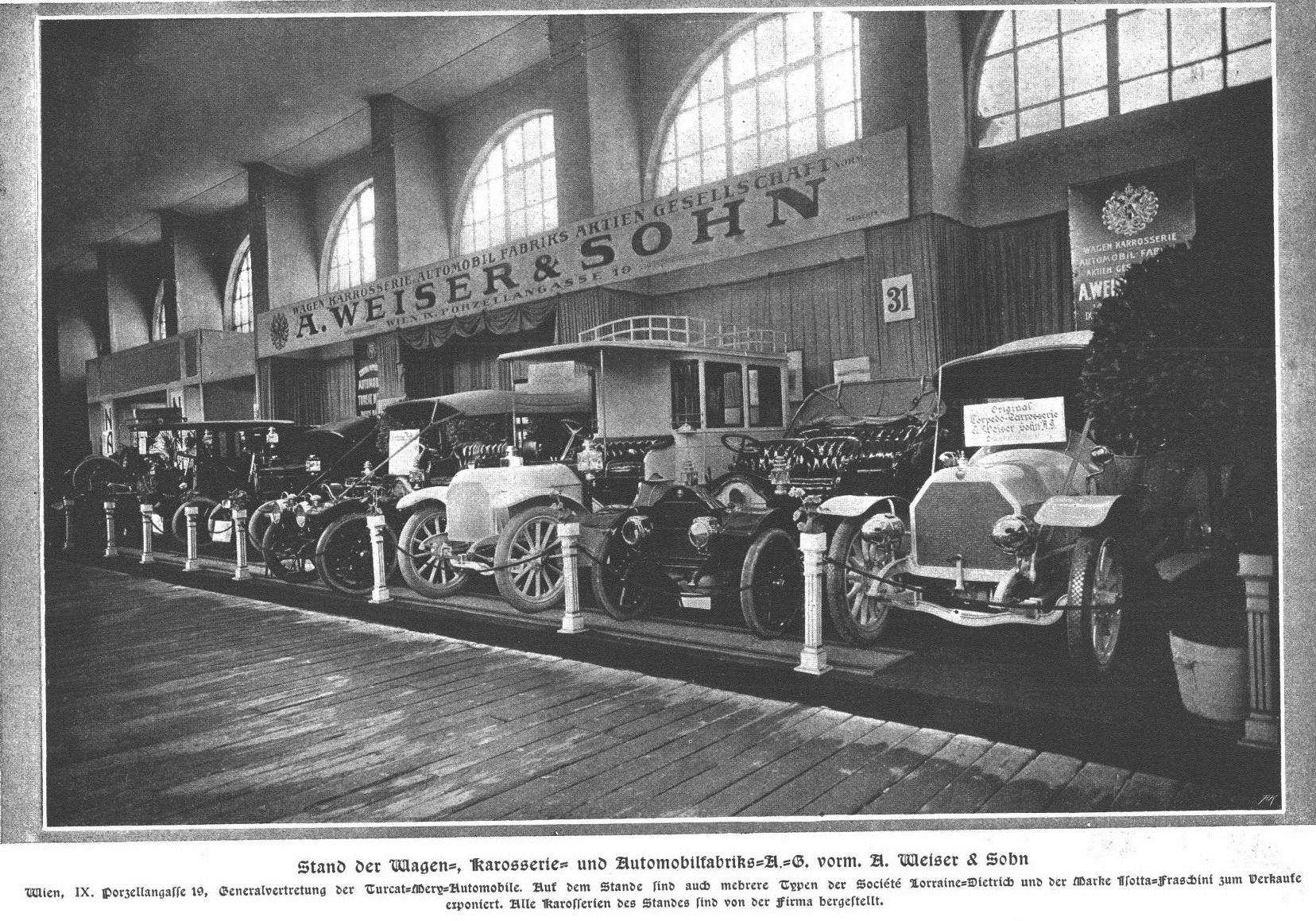
Ausgestellte Fahrzeuge auf einer Messe in Wien

A. Weiser & Sohn in einer Huldigung der k.u.k. Hof- und Kammerlieferanten zum Thronjubiläum 1908

A. Weiser & Sohn war eine Wagenfabrik in Wien-Alsergrund. Eine andere Quelle verwendet die Firmierung Wagen-Karosserie- und Automobilfabriks AG, vorm. A. Weiser & Sohn und gibt an, dass das Unternehmen auch Automobile und Karosserien herstellte.

## Geschichte
Anton Weiser sen. († 1879) gründete nach zehnjähriger Dienstzeit als Werkführer bei Laurenzi & Co. im Jahre 1839 sein eigenes Unternehmen im sogenannten „Rothen Haus“ in der ehemaligen Wiener Vorstadt Alsergrund. Allmählich wuchs die kleine Wagnerwerkstatt zu einem größeren Unternehmen an.
Die ursprünglichen Betriebsstätten erwiesen sich nach 24 Jahren als zu klein und Weiser zog zur Porzellangasse 19 im Alsergrund um. Der Umzug bot Gelegenheit, die neuen Werkstätten modern einzurichten und dadurch die Leistungsfähigkeit der Firma zu steigern. Die Arbeitsräume im Erdgeschoß wurden mit vielen Maschinen ausgestattet und auch für die Unterbringung der fertigen Erzeugnisse wurde durch Bau von geräumigen Wagensälen im ersten und zweiten Stockwerk gesorgt.
Im Jahre 1869 nahm Anton Weiser sen. seinen gleichnamigen Sohn Anton Weiser jun., der seit Kindheit im Geschäft tätig war, in die Firma als Gesellschafter auf, die von da ab „A. Weiser & Sohn“ lautete.
Anton Weiser sen. wurde vom Wiener Gemeinderat im Jahre 1872 mit der großen goldenen Salvatormedaille geehrt. Im Jahre 1874 wurde ihm von Kaiser Franz Joseph I. das goldene Verdienstkreuz mit der Krone verliehen.
Nach seinem Tod übernahm sein Sohn und langjähriger Mitarbeiter Anton Weiser jun. die Firma. Er konnte den Ruf weiter ausbauen und hatte Kunden im In- wie im Ausland. Im Jahre 1894 wurde er vom Schah von Persien zum kaiserlich persischen Hof-Wagenfabrikanten ernannt und bekam für seine Verdienste die Medaille des Sonnen- und Löwenordens verliehen. Das Unternehmen war auch K.K. Hof-Wagenfabrik.
Später vertrieb das Unternehmen Automobile von Turcat-Méry, die seit 1899 Fahrzeuge herstellten. Das Unternehmen wandte sich um 1900 auch dem Bau von Autokarossen zu. Später war das Unternehmen General-Repräsentant der Société de Dietrich et Cie de Lunéville. Um 1907 entstanden einige Automobile. Der Markenname lautete Weiser.
Um 1919 wurde das Unternehmen in den Konzern ÖAF aufgenommen, da Austro-Fiat nicht genug Kapazitäten für den Karosseriebau hatte.
1939 wurde das Unternehmen aufgelöst.

## Kraftfahrzeuge und Karosserien
Die Automobile von 1907 entstanden in eigener Regie. Die Karosserien von 1932 basierten auf Fahrgestellen von Austro-Fiat. Eine Abbildung zeigt eine viertürige Limousine mit falschen Verdeckspriegeln, Aufsatz-Limousine genannt.